# Petr Průcha
Petr Průcha (* 14. September 1982 in Chrudim) ist ein ehemaliger tschechischer Eishockeyspieler, der zuletzt für den SKA Sankt Petersburg in der Kontinentalen Hockey-Liga spielte.

## Karriere
Petr Průcha stammt aus dem Nachwuchs des HC Chrudim. 2000 wechselte er in die Juniorenabteilung des HC Moeller Pardubice, für die er in der U20-Extraliga aktiv war. Während der Saison 2001/02 gab er sein Debüt für Pardubice in der Extraliga, spielte aber auch weiter für die Junioren. Dabei wurde er im Spieljahr 2001/02 Topscorer der U20-Extraliga. Daraufhin wählten ihn die New York Rangers während des NHL Entry Draft 2002 in der achten Runde an 240. Stelle aus. Průcha blieb jedoch bis 2005 beim HC Moeller und wurde in seiner letzten Spielzeit mit dieser Mannschaft Tschechischer Meister.
Nach diesem Erfolg wechselte er nach Nordamerika zu den Rangers, für die er in seiner Rookie-Saison 47 Scorerpunkte in 68 Spielen erzielte. Am 5. Juli 2007 unterzeichnete Průcha einen neuen Zweijahresvertrag mit den Rangers über insgesamt 3,2 Millionen US-Dollar. Fast zwei Jahre später, am 4. März 2009, wurde er zusammen mit Dmitri Kalinin und Nigel Dawes an die Phoenix Coyotes abgegeben, die im Gegenzug Derek Morris zu den Rangers schickten.
Im Januar 2011 wechselte er zum SKA Sankt Petersburg in die Kontinentalen Hockey-Liga, nachdem er zuvor seinen NHL-Stammplatz verloren hatte und meist im AHL-Farmteam der Coyotes eingesetzt worden war.

### International
Petr Průcha vertrat die Tschechische Republik in seiner bisherigen Karriere bei drei Weltmeisterschaften, der U20-Junioren-Weltmeisterschaft 2002 sowie den Senioren-Weltmeisterschaften 2004 und 2005. Dabei gewann er 2005 die Goldmedaille. Insgesamt erzielte er bisher zwölf Tore in 32 Länderspielen.

## Erfolge und Auszeichnungen
- 2002 Topscorer der Junioren-Extraliga
- 2005 Tschechischer Meister mit dem HC Moeller Pardubice
- 2008 Victoria-Cup-Gewinn mit den New York Rangers

### International
- 2005 Goldmedaille bei der Weltmeisterschaft
- 2011 Bronzemedaille bei der Weltmeisterschaft
- 2012 Bronzemedaille bei der Weltmeisterschaft

## Karrierestatistik
(Legende zur Spielerstatistik: Sp oder GP = absolvierte Spiele; T oder G = erzielte Tore; V oder A = erzielte Assists; Pkt oder Pts = erzielte Scorerpunkte; SM oder PIM = erhaltene Strafminuten; +/− = Plus/Minus-Bilanz; PP = erzielte Überzahltore; SH = erzielte Unterzahltore; GW = erzielte Siegtore; 1 Play-downs/Relegation; Kursiv: Statistik nicht vollständig)